# Nikolái Dahl
Nikolái Vladímirovich Dahl (del ruso: Николай Владимирович Даль) (1860 - 1939) fue un médico ruso. Se graduó en la Universidad de Moscú en 1887 y tuvo una consulta privada en al misma ciudad. Sus especialidad abarcaban los campos de la neurología, psiquiatría y psicología. Dahl estaba interesado en la música y era un violonchelista aficionado bastante competente.
Dahl es conocido por curar al compositor Serguéi Rajmáninov. Rajmáninov sufrió una crisis nerviosa debido al fracaso de su Sinfonía n.º 1 y no era capaz de componer más. En enero de 1900 Dahl puso a Rajmáninov en un tratamiento diario que se prolongaría durante más de tres meses, usando hipnoterapia y psicoterapia. El tratamiento de Dahl, junto con el apoyo de la propia familia y amigos de Rajmáninov, curaron al compositor, quien dedicó su Concierto para piano n.º 2 (1901) a Dahl.
Se cree que el Dr. Dahl emigró de Rusia en 1925 y murió en 1939 en Beirut.
- Datos: Q2439764